# Atletický stadion Karlovy Vary

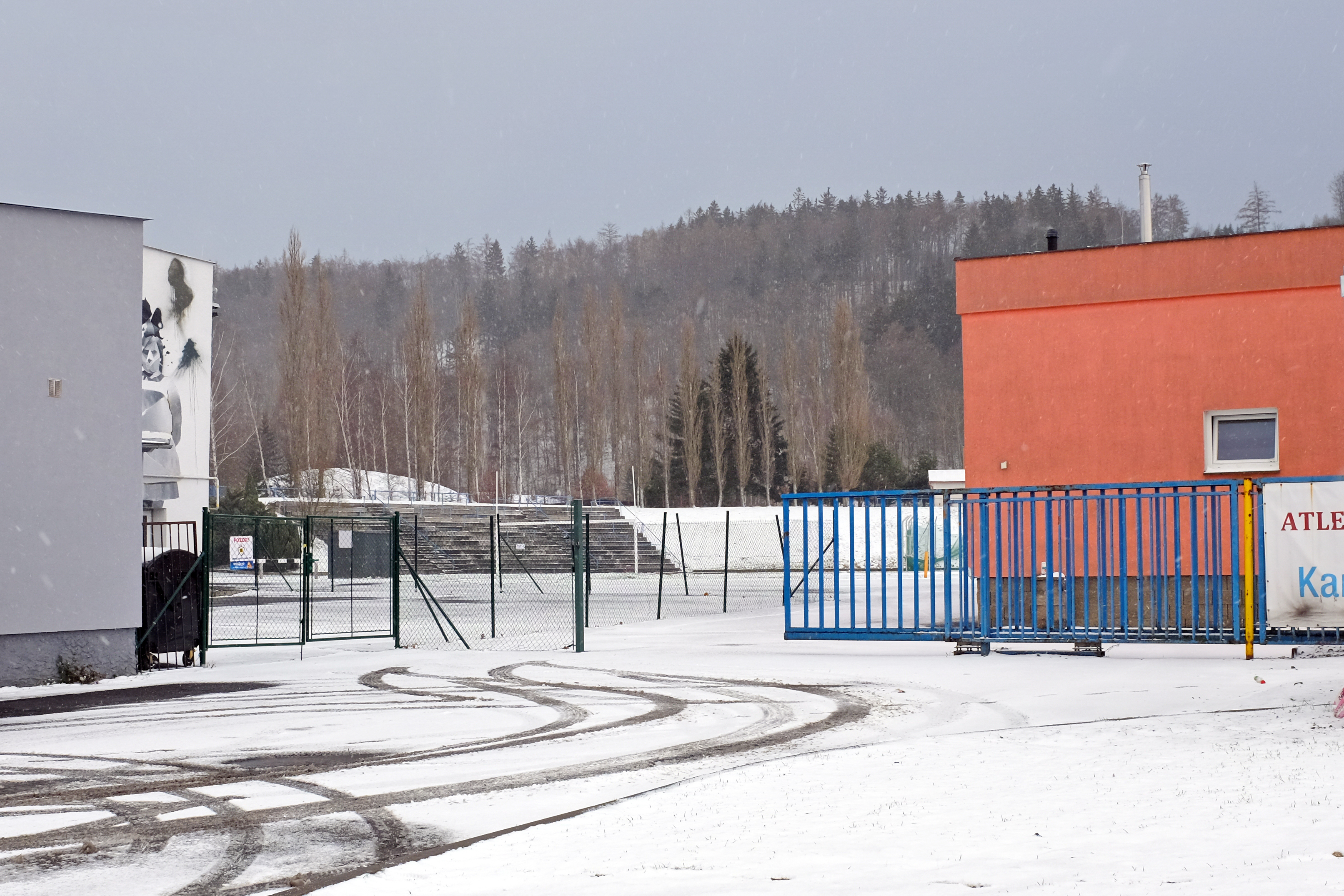
Pohled na východní tribunu

Atletický stadion Karlovy Vary (též Stadion AC Start či Stadion Závodu Míru) je atletický a fotbalový stadion v Karlových Varech, nacházející se ve čtvrti Tuhnice. V současnosti není žádným oddílem pravidelně využíván a je v insolvenci.

## Historie
Stavba stadionu byla dokončena v roce 1949, v témže roce byl stadion otevřen veřejnosti. Známý byl především jako cíl etapy cyklistického Závodu míru. Z toho je odvozen i název stadionu. Stadion byl trvale využíván Atletickým oddílem AC Start Karlovy Vary a nepravidelně se zde hrál svá utkání fotbalový oddíl FC Slavia Karlovy Vary. 
V roce 2012 se stavba dostala do insolvence, klub AC Start zkrachoval a ukončil činnost. V roce 2013 byl na prodej za 45 milionů českých korun. 

## Stavba
Stadion je tvořen fotbalovým hřištěm a atletickým oválem. Okolo hřiště vede tribuna, přičemž severní část stadionu je otevřená. Na západní straně jsou na tribuně místa k sezení a je zde zastřešená. Celková maximální kapacita stadionu i s místy na stání činí 20 000 diváků.
Povrch hřiště je přírodní se škvárou. Světlomety nejsou k dispozici. 